# ريجينا ويبر
ريجينا ويبر (بالألمانية: Regina Weber)‏ هي لاعبة جمباز إيقاعي ألمانية، ولدت في 12 أبريل 1963 في فينزن في ألمانيا.

## وصلات خارجية
- ريجينا ويبر على موقع الاتحاد الدولي للجمباز (licence) (الإنجليزية)
- ريجينا ويبر على موقع الاتحاد الدولي للجمباز (biography) (الإنجليزية)
- ريجينا ويبر على موقع اللجنة الأولمبية الدولية (الإنجليزية)
- ريجينا ويبر على موقع أوليمبيديا (الإنجليزية)